# ピオーベジ・トリネーゼ
ピオーベジ・トリネーゼ（伊: Piobesi Torinese）は、イタリア共和国ピエモンテ州トリノ県にある、人口約3,800人の基礎自治体（コムーネ）。

## 地理

### 位置・広がり

#### 隣接コムーネ
隣接するコムーネは以下の通り。
- カンディオーロ
- カリニャーノ
- カスタニョーレ・ピエモンテ
- ノーネ
- ヴィノーヴォ